# 화홍어린이도서관
화홍어린이도서관은 경기도 수원시 팔달구 북수동 소재의 도서관이다.

## 이용 안내
이용 시간
휴관일
- 매주 월요일
- 법정 공휴일